# Ana Rezende

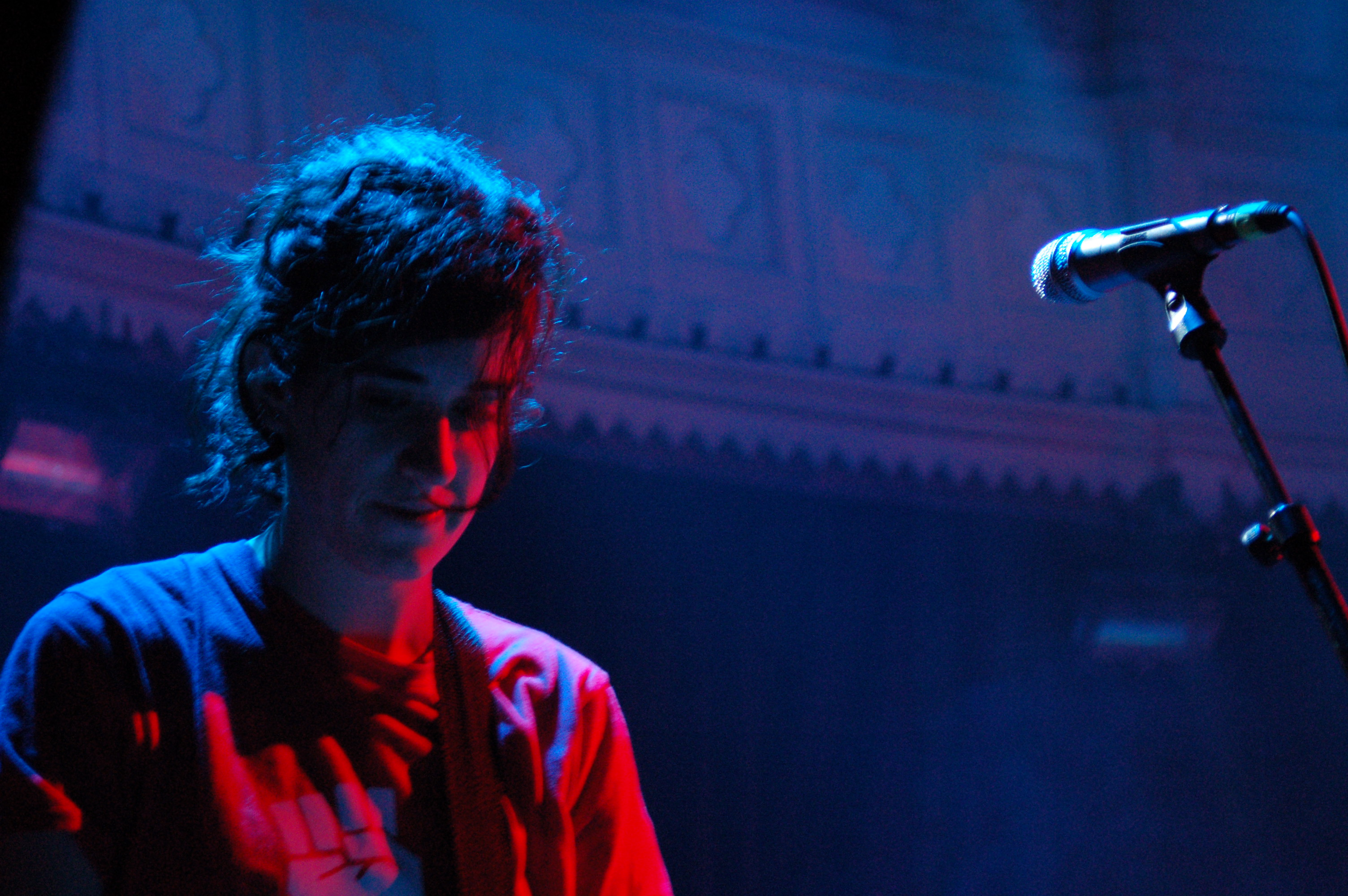
Ana Rezende

Ana Maria de Rezende Versiani dos Anjos (São Paulo, 19 maart 1983) is gitarist van de Braziliaanse electro-band Cansei de Ser Sexy. Ook is ze een regisseuse en lid van het DJ-duo MeuKu (samen met Luiza Sá).
Als regisseuse heeft ze de video Off the Hook van Cansei de Ser Sexy achter haar naam staan. Deze video werd opgenomen in de woningen van Adriano Cintra en Carolina Parra.